# Jenkintown (Pensilvania)
Jenkintown es un borough ubicado en el condado de Montgomery en el estado estadounidense de Pensilvania. En el año 2000 tenía una población de 4,478 habitantes y una densidad poblacional de 3,028.6 personas por km².

## Geografía
Jenkintown se encuentra ubicado en las coordenadas 40°5′46″N 75°7′46″O / 40.09611, -75.12944.

## Demografía
Según la Oficina del Censo en 2000 los ingresos medios por hogar en la localidad eran de $47,743 y los ingresos medios por familia eran $72,902. Los hombres tenían unos ingresos medios de $41,970 frente a los $35,625 para las mujeres. La renta per cápita para la localidad era de $29,834. Alrededor del 5.1% de la población estaba por debajo del umbral de pobreza.

## Censos
| Año  | Habitantes | +/- % |
| ---- | ---------- | ----- |
| 1930 | 4797       |       |
| 1940 | 5024       | 4 %   |
| 1950 | 5130       | 2,1 % |
| 1960 | 5017       | 2,2 % |
| 1970 | 5404       | 7,7 % |
| 1980 | 4942       | 8,5 % |
| 1990 | 4574       | 7,4 % |
| 2000 | 4478       | 2,1 % |

## Educación

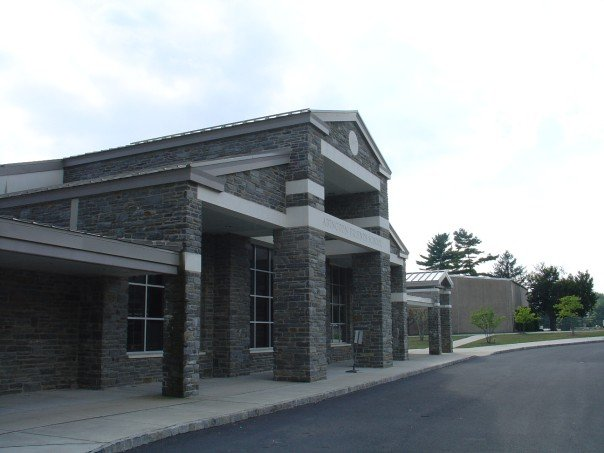
Abington Friends School.

- Saint Basil Academy (escuela femenina)
- Abington Friends School
- Manor College